# 1 szeląg 1774
1 szeląg 1774 – moneta szelągowa bita dla Królestwa Galicji i Lodomerii.

## Awers
Pod koroną umieszczono czteropolową tarczę z herbami: Galicji, Lodomerii, Oświęcimia i Habsburgów.

## Rewers
W czterech wierszach znajduje się napis:

1
SCHILLING
1774
S

## Opis
Moneta została wybita w miedzi, w węgierskiej mennicy Smolnik (Schmölnitz), dzisiaj znajdującej się na terenie Słowacji.
Liczba istniejących egzemplarzy szacowana jest w przedziale od 3001 do 15 000 sztuk – stopień rzadkości R2.
Była to pierwsza moneta wybita przez państwa zaborcze dla ziem odebranych I Rzeczypospolitej w wyniku rozbiorów Polski.
Według starszych opracowań moneta została wybita dla Księstwa Oświęcimsko-Zatorskiego. Publikacje drugiej dekady XXI w. klasyfikują jednak tę monetę jako przeznaczoną dla Galicji i Lodomerii. Przyczyną błędnej klasyfikacji tej monety przez kolekcjonerów końca XIX w. było zaliczenie monet 15- i 30-krajcarowych z identycznym herbem na rewersie jako monet Oświęcimia i Zatora. Zostało to spowodowane umieszczeniem na tych monetach pełnej tytulatury Marii Teresy podzielonej pomiędzy awers i rewers. Końcowa część tytulatury wymienia właśnie Oświęcim i Zator – jest to jednak tylko zakończenie pełnej tytulatury. Klasyfikacja tej monety jako przeznaczonej dla Galicji i Lodomerii przyjmowana jest również przez katalogi amerykańskie.